# Programme spécial pour la paix et le développement dans le nord du Mali
Le programme spécial pour la paix et le développement dans le nord du Mali est un programme développé dans le cadre de la Stratégie pour la sécurité et le développement au Sahel de l'Union européenne et mis en œuvre entre 2010 et 2012.